# Robert Krause (Politiker, 1831)
Robert Krause (* 4. März 1831 in Klein Lüblow, Landkreis Lauenburg i. Pom.; † 1913) war ein deutscher Jurist und Parlamentarier.

## Leben
Krause studierte Rechtswissenschaften an der Friedrich-Wilhelms-Universität Berlin. 1849 wurde er Mitglied des Corps Normannia Berlin. Nach dem Studium schlug er die Richterlaufbahn ein. 1864 wurde er Kreisrichter und später Kreisgerichtsrat in Stolp. Ab 1868 war er zugleich Syndikus der Königlichen Reichsbank-Kommandite. Zuletzt fungierte er als Landschaftssyndikus in Stolp.
Von 1877 bis 1879 saß Krause als Abgeordneter des Wahlkreises Köslin 1 (Lauenburg, Bütow, Stolp) im Preußischen Abgeordnetenhaus. Er gehörte der Fraktion der Freikonservativen Partei an. Er war Mitglied des Kreistags und Kreisausschusses des Kreises Stolp.

## Ehrungen
- Charakter als Geh. Regierungsrat[1]